# Heteropneustidae
Gli Heteropneustidae sono una famiglia di pesci ossei d'acqua dolce appartenenti all'ordine Siluriformes. Comprende il solo genere Heteropneustes.

## Distribuzione e habitat
Questa famiglia è endemica delle regioni tropicali dell'Asia meridionale tra il Pakistan e la Thailandia.
Popolano acque ferme e povere di ossigeno, spesso piccoli stagni. Sono spesso presenti nelle risaie ma sono rari nei grandi fiumi. Alcune specie sono leggermente eurialine e possono popolare acque debolmente salmastre.

## Descrizione
Questi siluriformi sono caratterizzati da corpo allungato e appiattito lateralmente e dalla testa molto schiacciata. Sono presenti 8 barbigli. La pinna dorsale è unica (manca la pinna adiposa), breve e priva di raggi spinosi. La pinna anale è molto lunga; la pinna caudale piccola e arrotondata. Le pinne pettorali hanno un raggio spinoso collegato ad una ghiandola velenifera.
Heteropneustes fossilis raggiunge i 30 cm ed è la specie più grande.

## Biologia
Sono dotati di un organo collegato alle branchie che li rende capaci di respirare ossigeno atmosferico.

### Alimentazione
Consumano qualsiasi tipo di alimenti di origine animale.

## Pericoli per l'uomo
La puntura delle spine pettorali provoca negli umani un fortissimo dolore e in rari casi può mettere in pericolo la stessa vita.

## Specie
- Genere Heteropneustes
  - Heteropneustes fossilis
  - Heteropneustes kemratensis
  - Heteropneustes longipectoralis
  - Heteropneustes microps